# Natação nos Jogos Paralímpicos de Verão de 2012 - 50 m livre feminino
As competições de 50 metros livre feminino da natação nos Jogos Paralímpicos de Verão de 2012 foram disputadas entre os dias 30 de agosto e 7 de setembro no Centro Aquático de Londres, na capital britânica. Participaram desse evento atletas de 10 classes diferentes de deficiência.

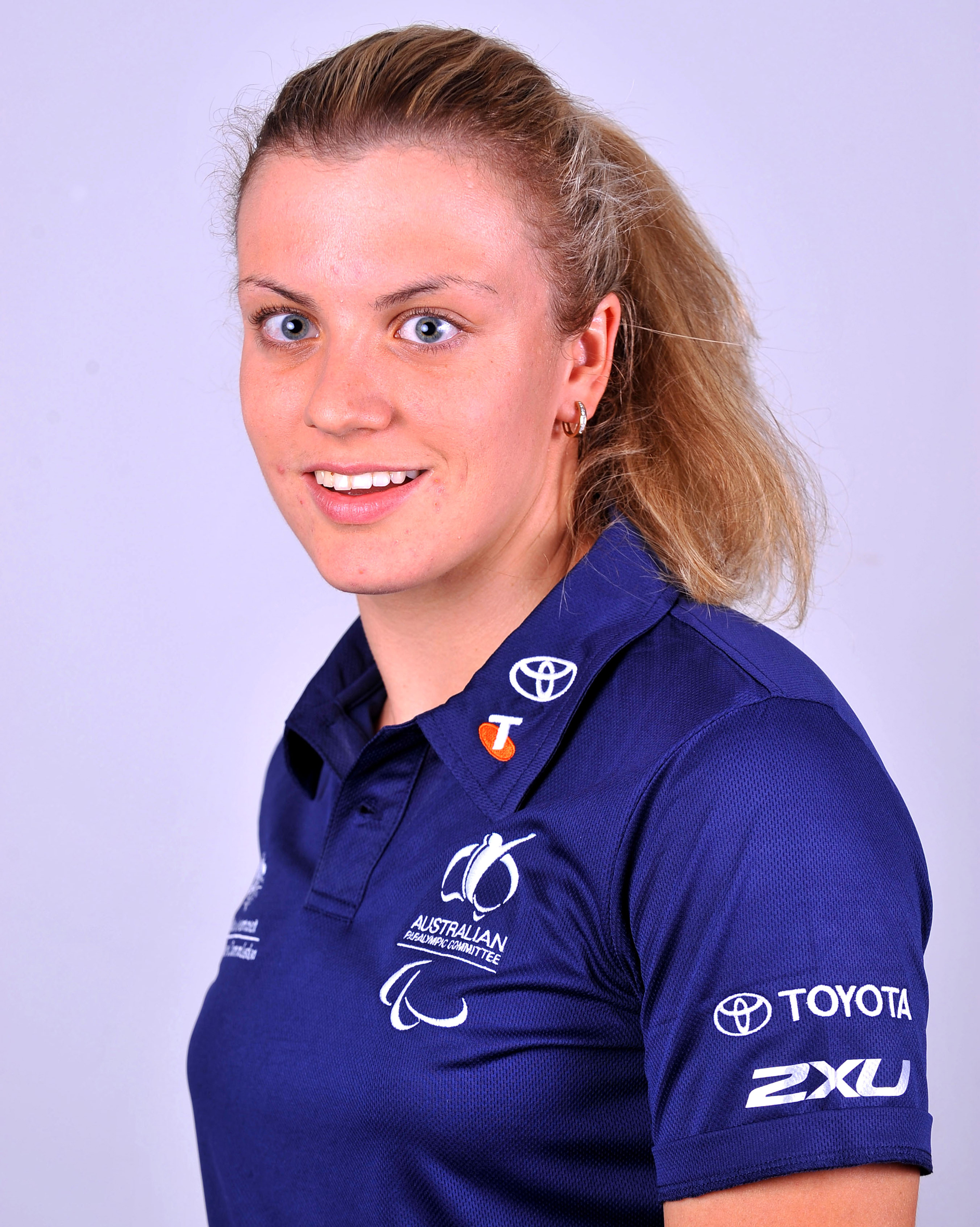
A australiana Jacqueline Freney ficou com a medalha de ouro nos 50 metros livre S7.

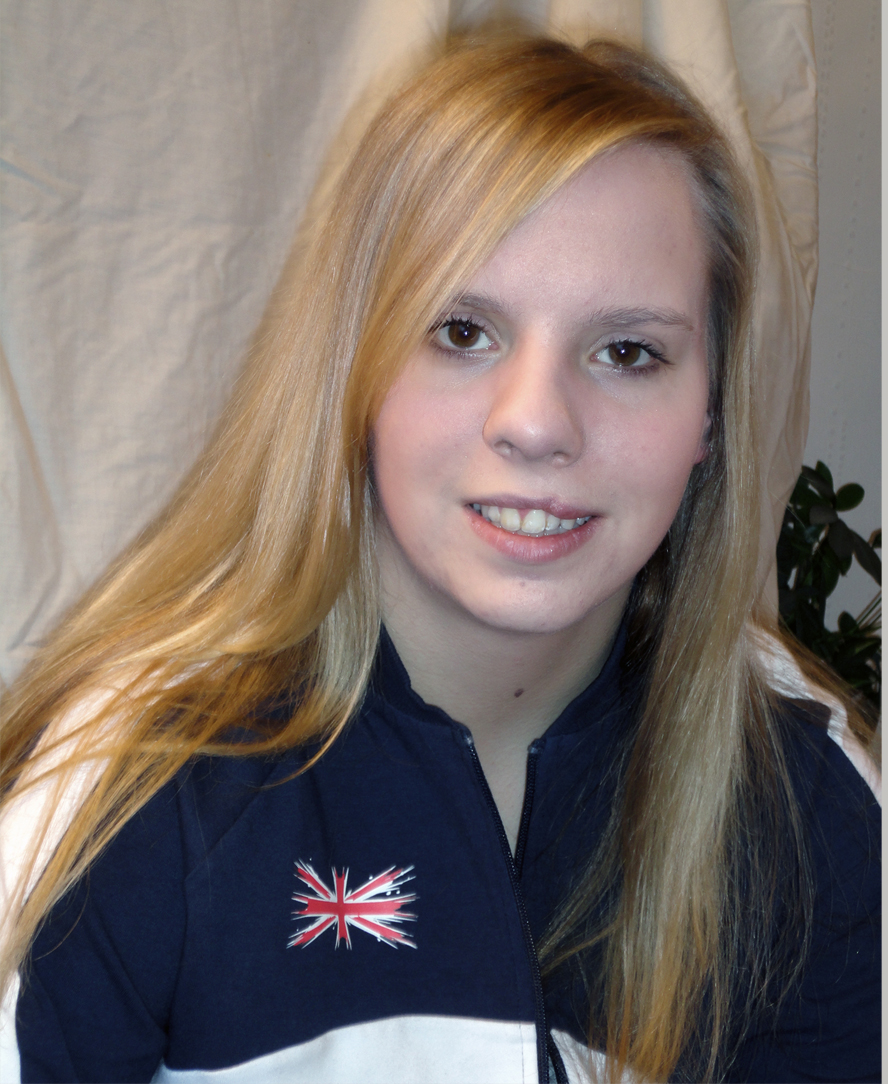
A britânica Louise Watkin ficou com a medalha de prata nos 50 metros livre S9.

## Medalhistas

### Classe S3
| Ouro   | CHN Xia Jiangbo    |
| Prata  | UKR Ogla Sviderska |
| Bronze | MEX Patricia Valle |

### Classe S5
| Ouro   | UKR Nataliia Prologaieva |
| Prata  | ESP Teresa Perales       |
| Bronze | ISR Inbal Pezaro         |

### Classe S6
| Ouro   | NED Mirjam de Koning-Peper |
| Prata  | USA Victoria Arlen         |
| Bronze | GBR Eleanor Simmonds       |

### Classe S7
| Ouro   | AUS Jacqueline Freney |
| Prata  | USA Cortney Jordan    |
| Bronze | UKR Ani Palian        |

### Classe S8
| Ouro   | USA Mallory Weggemann |
| Prata  | AUS Maddison Elliott  |
| Bronze | CHN Jiang Shengnan    |

### Classe S9
| Ouro   | CHN Lin Ping      |
| Prata  | GBR Louise Watkin |
| Bronze | AUS Ellie Cole    |

### Classe S10
| Ouro   | CAN Summer Ashley Mortimer |
| Prata  | NZL Sophie Pascoe          |
| Bronze | FRA Élodie Lorandi         |

### Classe S11
| Ouro   | ITA Cecilia Camellini |
| Prata  | CHN Li Guizhi         |
| Bronze | NZL Mary Fisher       |

### Classe S12
| Ouro   | RUS Oxana Savchenko |
| Prata  | AZE Natali Pronina  |
| Bronze | RUS Darya Stukalova |

### Classe S13
| Ouro   | USA Kelley Becherer      |
| Prata  | CAN Valerie Grand-Maison |
| Bronze | AUS Prue Watt            |

## S3

### Eliminatórias

#### Eliminatória 1
| Pos. | Raia | Atleta            | Tempo   | Notas |
| ---- | ---- | ----------------- | ------- | ----- |
| 1    | 4    | CHN Xia Jiangbo   | 52.73   | Q     |
| 2    | 5    | SIN Yip Pin Xiu   | 1:00.52 | Q     |
| 3    | 3    | GER Annke Conradi | 1:05.51 | Q     |
| 4    | 6    | GER Vera Thamm    | 1:10.90 | Q     |

#### Eliminatória 2
| Pos. | Raia | Atleta                          | Tempo   | Notas |
| ---- | ---- | ------------------------------- | ------- | ----- |
| 1    | 4    | UKR Olga Sviderska              | 48.64   | Q     |
| 2    | 5    | MEX Patricia Valle              | 59.04   | Q     |
| 3    | 3    | GRE Semicha Rizaoglou           | 1:05.02 | Q     |
| 4    | 6    | MEX Haydee Viviana Aceves Pérez | 1:07.89 | Q     |
| 5    | 2    | AUS Esther Overton              | 1:12.24 |       |

### Final
| Pos.   | Raia | Atleta                          | Tempo   | Notas              |
| ------ | ---- | ------------------------------- | ------- | ------------------ |
| Ouro   | 5    | CHN Xia Jiangbo                 | 48.11   | Recorde mundial    |
| Prata  | 4    | UKR Olga Sviderska              | 48.39   | Recorde europeu    |
| Bronze | 3    | MEX Patricia Valle              | 55.72   | Recorde da América |
| 4      | 6    | SIN Yip Pin Xiu                 | 1:01.64 |                    |
| 5      | 2    | GRE Semicha Rizaoglou           | 1:08.56 |                    |
| 6      | 1    | MEX Haydee Viviana Aceves Pérez | 1:09.99 |                    |
| 7      | 7    | GER Annke Conradi               | 1:10.38 |                    |
| 8      | 8    | GER Vera Thamm                  | 1:17.04 |                    |

## S5

### Eliminatórias

#### Eliminatória 1
| Pos. | Raia | Atleta                 | Tempo | Notas |
| ---- | ---- | ---------------------- | ----- | ----- |
| 1    | 4    | ESP Teresa Perales     | 37.06 | Q     |
| 2    | 5    | BRA Joana Maria Silva  | 38.73 | Q     |
| 3    | 3    | UKR Viktoriia Savtsova | 39.12 | Q     |
| 4    | 6    | NED Lisette Teunissen  | 46.63 | Q     |
| 5    | 2    | USA Alyssa Gialamas    | 47.08 |       |

#### Eliminatória 2
| Pos. | Raia | Atleta                   | Tempo | Notas |
| ---- | ---- | ------------------------ | ----- | ----- |
| 1    | 4    | UKR Nataliia Proligaieva | 36.43 | Q     |
| 2    | 3    | ISR Inbal Pezaro         | 39.74 | Q     |
| 3    | 7    | HUN Katalin Engelhardt   | 43.94 | Q     |
| 4    | 6    | POR Simone Fragoso       | 44.49 | Q     |
| 5    | 2    | SIN Theresa Goh Rui Si   | 47.91 |       |
| —    | 5    | FRA Anita Fatis          | DNS   |       |

### Final
| Pos.   | Raia | Atleta                   | Tempo | Notas              |
| ------ | ---- | ------------------------ | ----- | ------------------ |
| Ouro   | 4    | UKR Nataliia Proligaieva | 35.88 | =                  |
| Prata  | 5    | ESP Teresa Perales       | 36.50 |                    |
| Bronze | 2    | ISR Inbal Pezaro         | 37.89 |                    |
| 4      | 3    | BRA Joana Maria Silva    | 38.11 | Recorde da América |
| 5      | 6    | UKR Viktoriia Savtsova   | 38.50 |                    |
| 6      | 7    | HUN Katalin Engelhardt   | 44.06 |                    |
| 7      | 1    | POR Simone Fragoso       | 44.78 |                    |
| 8      | 8    | NED Lisette Teunissen    | 44.82 | (S4)               |

## S6

### Eliminatórias

#### Eliminatória 1
| Pos. | Raia | Atleta                          | Tempo | Notas |
| ---- | ---- | ------------------------------- | ----- | ----- |
| 1    | 4    | GER Tanja Groepper              | 35.76 | Q     |
| 2    | 5    | UKR Olena Fedota                | 37.34 | Q     |
| 3    | 3    | JPN Erika Nara                  | 38.36 |       |
| 4    | 2    | MEX Vianney Trejo Delgadillo    | 39.60 |       |
| 5    | 7    | USA Ileana Rodriguez            | 41.14 |       |
| 6    | 1    | PHI Bea Riza Ma Josephine Roble | 47.24 |       |
| —    | 6    | MEX Doramitzi González          | DSQ   |       |

#### Eliminatória 2
| Pos. | Raia | Atleta                   | Tempo | Notas |
| ---- | ---- | ------------------------ | ----- | ----- |
| 1    | 4    | USA Victoria Arlen       | 35.48 | Q     |
| 2    | 5    | USA Noga Nir-Kistler     | 37.40 | Q     |
| 3    | 3    | GBR Natalie Jones        | 38.74 |       |
| 4    | 6    | ITA Emanuela Romano      | 38.79 |       |
| 5    | 1    | AUS Sarah Rose           | 39.37 |       |
| 6    | 2    | AUT Sabine Weber-Treiber | 39.84 |       |
| 7    | 7    | RUS Anastasia Diodorova  | 40.07 |       |

#### Eliminatória 3
| Pos. | Raia | Atleta                     | Tempo | Notas |
| ---- | ---- | -------------------------- | ----- | ----- |
| 1    | 4    | NED Mirjam de Koning-Peper | 35.05 | Q     |
| 2    | 5    | GBR Eleanor Simmonds       | 36.45 | Q     |
| 3    | 6    | UKR Oksana Khrul           | 37.46 | Q     |
| 4    | 2    | TUR Özlem Baykız           | 38.04 | Q     |
| 5    | 3    | AUS Tanya Huebner          | 38.78 |       |
| 6    | 7    | ISR Inbal Ganapol Shwartz  | 39.02 |       |
| 7    | 1    | MEX Karina Domingo Bello   | 42.46 |       |

### Final
| Pos.   | Raia | Atleta                     | Tempo | Notas               |
| ------ | ---- | -------------------------- | ----- | ------------------- |
| Ouro   | 4    | NED Mirjam de Koning-Peper | 34.77 | Recorde paralímpico |
| Prata  | 5    | USA Victoria Arlen         | 35.32 | Recorde da América  |
| Bronze | 6    | GBR Eleanor Simmonds       | 36.11 |                     |
| 4      | 3    | GER Tanja Groepper         | 36.28 |                     |
| 5      | 1    | UKR Oksana Khrul           | 36.77 |                     |
| 6      | 7    | USA Noga Nir-Kistler       | 36.38 |                     |
| 7      | 2    | UKR Olena Fedota           | 37.15 |                     |
| 8      | 8    | TUR Özlem Baykız           | 37.39 |                     |

## S7

### Eliminatórias

#### Eliminatória 1
| Pos. | Raia | Atleta                 | Tempo | Notas |
| ---- | ---- | ---------------------- | ----- | ----- |
| 1    | 4    | UKR Ani Palian         | 33.63 | Q     |
| 2    | 5    | GBR Susannah Rodgers   | 34.74 | Q     |
| 3    | 6    | CAN Brianna Nelson     | 35.43 | Q     |
| 4    | 3    | GER Verena Schott      | 35.94 | Q     |
| 5    | 2    | RUS Oxana Guseva       | 36.80 |       |
| 6    | 7    | NZL Rebecca Dubber     | 37.20 |       |
| 7    | 8    | AUS Katrina Porter     | 39.14 |       |
| 8    | 1    | FIN Meri-Maari Mäkinen | 40.58 |       |

#### Eliminatória 2
| Pos. | Raia | Atleta                             | Tempo | Notas |
| ---- | ---- | ---------------------------------- | ----- | ----- |
| 1    | 4    | AUS Jacqueline Freney              | 32.92 | Q     |
| 2    | 5    | USA Cortney Jordan                 | 33.85 | Q     |
| 3    | 3    | GER Kirsten Bruhn                  | 34.34 | Q     |
| 4    | 6    | CAN Sarah Mehain                   | 35.66 | Q     |
| 5    | 2    | KOR Kim Jieun                      | 36.25 |       |
| 6    | 7    | ISR Erel Halevi                    | 38.30 |       |
| 7    | 1    | BRA Verônica Almeida               | 38.34 |       |
| 8    | 8    | MEX Jessica Sarai Aviles Hernández | 39.45 |       |

### Final
| Pos.   | Raia | Atleta                | Tempo | Notas               |
| ------ | ---- | --------------------- | ----- | ------------------- |
| Ouro   | 4    | AUS Jacqueline Freney | 32.63 | Recorde paralímpico |
| Prata  | 5    | USA Cortney Jordan    | 33.18 |                     |
| Bronze | 2    | UKR Ani Palian        | 33.30 | Recorde europeu     |
| 4      | 3    | GBR Susannah Rodgers  | 34.08 |                     |
| 5      | 6    | GER Kirsten Bruhn     | 34.24 |                     |
| 6      | 7    | CAN Brianna Nelson    | 35.32 |                     |
| 7      | 1    | CAN Sarah Mehain      | 35.42 |                     |
| 8      | 8    | GER Verena Schott     | 36.46 |                     |

## S8

### Eliminatórias

#### Eliminatória 1
| Pos. | Raia | Atleta                            | Tempo | Notas |
| ---- | ---- | --------------------------------- | ----- | ----- |
| 1    | 4    | GBR Heather Frederiksen           | 32.34 | Q     |
| 2    | 5    | CHN Chen Zhonglan                 | 32.96 |       |
| 3    | 6    | DEN Amalie Vinther                | 33.10 |       |
| 4    | 3    | USA Amanda Everlove               | 34.02 |       |
| 5    | 2    | NOR Mariann Vestbøstad Marthinsen | 35.25 |       |

#### Eliminatória 2
| Pos. | Raia | Atleta                   | Tempo | Notas |
| ---- | ---- | ------------------------ | ----- | ----- |
| 1    | 6    | AUS Maddison Elliott     | 31.57 | Q     |
| 2    | 5    | USA Jessica Long         | 31.61 | Q     |
| 3    | 4    | RUS Olesya Vladykina     | 31.93 | Q     |
| 4    | 3    | GER Stefanie Weinberg    | 32.68 |       |
| 5    | 7    | ITA Immacolata Cerasuolo | 34.53 |       |
| 6    | 2    | NED Romy Pansters        | 34.66 |       |

#### Eliminatória 3
| Pos. | Raia | Atleta                | Tempo | Notas |
| ---- | ---- | --------------------- | ----- | ----- |
| 1    | 4    | CHN Jiang Shengnan    | 31.81 | Q     |
| 2    | 5    | USA Mallory Weggemann | 32.01 | Q     |
| 3    | 2    | UKR Kateryna Istomina | 32.39 | Q     |
| 4    | 3    | RUS Ksenia Sogomonyan | 32.92 |       |
| 5    | 7    | GER Julia Kabus       | 35.00 |       |

### Final
| Pos.   | Raia | Atleta                  | Tempo | Notas               |
| ------ | ---- | ----------------------- | ----- | ------------------- |
| Ouro   | 2    | USA Mallory Weggemann   | 31.13 | Recorde paralímpico |
| Prata  | 4    | AUS Maddison Elliott    | 31.44 | Recorde da Oceania  |
| Bronze | 3    | CHN Jiang Shengnan      | 31.55 |                     |
| 4      | 6    | RUS Olesya Vladykina    | 32.59 |                     |
| 5      | 5    | USA Jessica Long        | 31.71 |                     |
| 6      | 7    | GBR Heather Frederiksen | 31.93 |                     |
| 7      | 1    | UKR Kateryna Istomina   | 32.05 |                     |
| 8      | 8    | CAN Morgan Bird         | 32.70 |                     |

## S9

### Eliminatórias

#### Eliminatória 1
| Pos. | Raia | Atleta                | Tempo | Notas |
| ---- | ---- | --------------------- | ----- | ----- |
| 1    | 3    | AUS Ellie Cole        | 29.75 | Q     |
| 2    | 5    | RUS Irina Grazhdanova | 30.14 | Q     |
| 3    | 4    | RSA Natalie du Toit   | 30.16 | Q     |
| 4    | 6    | USA Elizabeth Stone   | 30.39 | Q     |
| 5    | 7    | ARG Daniela Gimenez   | 30.82 |       |
| 6    | 2    | GBR Amy Marren        | 31.02 |       |

#### Eliminatória 2
| Pos. | Raia | Atleta                 | Tempo | Notas |
| ---- | ---- | ---------------------- | ----- | ----- |
| 1    | 5    | GBR Louise Watkin      | 29.35 | Q     |
| 2    | 6    | CHN Lin Ping           | 29.59 | Q     |
| 3    | 4    | ESP Sarai Gascon       | 29.62 | Q     |
| 4    | 3    | AUS Annabelle Williams | 30.03 | Q     |
| 5    | 2    | GBR Lauren Steadman    | 31.04 |       |
| 6    | 7    | CAN Katarina Roxon     | 31.78 |       |

### Final
| Pos.   | Raia | Atleta                 | Tempo | Notas               |
| ------ | ---- | ---------------------- | ----- | ------------------- |
| Ouro   | 5    | CHN Lin Ping           | 29.12 | Recorde paralímpico |
| Prata  | 4    | GBR Louise Watkin      | 29.21 |                     |
| Bronze | 6    | AUS Ellie Cole         | 29.28 | Recorde da Oceania  |
| 4      | 3    | ESP Sarai Gascon       | 29.44 |                     |
| 5      | 7    | RUS Irina Grazhdanova  | 29.66 |                     |
| 6      | 2    | AUS Annabelle Williams | 29.76 |                     |
| 7      | 1    | RSA Natalie du Toit    | 29.84 |                     |
| 8      | 8    | USA Elizabeth Stone    | 30.72 |                     |

## S10

### Eliminatórias

#### Eliminatória 1
| Pos. | Raia | Atleta                | Tempo | Notas |
| ---- | ---- | --------------------- | ----- | ----- |
| 1    | 4    | FRA Élodie Lorandi    | 28.95 | Q     |
| 2    | 5    | USA Susan Beth Scott  | 29.28 | Q     |
| 3    | 3    | ESP Esther Morales    | 29.92 |       |
| 4    | 6    | GBR Harriet Lee       | 29.97 |       |
| 5    | 2    | NED Marije Oosterhuis | 30.24 |       |

#### Eliminatória 2
| Pos. | Raia | Atleta                      | Tempo | Notas            |
| ---- | ---- | --------------------------- | ----- | ---------------- |
| 1    | 4    | NZL Sophie Pascoe           | 28.41 | Q                |
| 2    | 3    | RUS Nina Ryabova            | 29.15 | Q                |
| 3    | 5    | USA Anna Eames              | 29.72 | Q                |
| 4    | 6    | CAN Brianna Jennett-McNeill | 30.24 |                  |
| 5    | 7    | RSA Shireen Sapiro          | 30.87 | Recorde africano |
| 6    | 2    | POL Katarzyna Pawlik        | 31.37 |                  |

#### Eliminatória 3
| Pos. | Raia | Atleta                     | Tempo | Notas |
| ---- | ---- | -------------------------- | ----- | ----- |
| 1    | 4    | CAN Summer Ashley Mortimer | 28.21 | Q     |
| 2    | 6    | CAN Aurélie Rivard         | 29.29 | Q     |
| 3    | 5    | AUS Katherine Downie       | 29.40 | Q     |
| 4    | 3    | NED Chantal Molenkamp      | 30.09 |       |
| 5    | 7    | POL Oliwia Jablonska       | 30.58 |       |
| 6    | 2    | KOR Park Semi              | 31.02 |       |

### Final
| Pos.   | Raia | Atleta                     | Tempo | Notas           |
| ------ | ---- | -------------------------- | ----- | --------------- |
| Ouro   | 4    | CAN Summer Ashley Mortimer | 28.10 | Recorde mundial |
| Prata  | 5    | NZL Sophie Pascoe          | 28.24 |                 |
| Bronze | 3    | FRA Élodie Lorandi         | 28.67 | Recorde europeu |
| 4      | 6    | RUS Nina Ryabova           | 28.85 |                 |
| 5      | 2    | USA Susan Beth Scott       | 28.92 |                 |
| 6      | 7    | CAN Aurélie Rivard         | 28.98 |                 |
| 7      | 1    | AUS Katherine Downie       | 29.10 |                 |
| 8      | 8    | USA Anna Eames             | 29.41 |                 |

## S11

### Eliminatórias

#### Eliminatória 1
| Pos. | Raia | Atleta              | Tempo | Notas |
| ---- | ---- | ------------------- | ----- | ----- |
| 1    | 3    | NZL Mary Fisher     | 32.19 | Q     |
| 2    | 5    | GER Daniela Schulte | 33.12 | Q     |
| 3    | 4    | SWE Maja Reichard   | 33.17 | Q     |
| 4    | 2    | UKR Maryna Piddubna | 35.86 |       |
| 5    | 6    | JPN Rina Akiyama    | 36.44 |       |
| 6    | 7    | UKR Yana Berezhna   | 39.00 |       |

#### Eliminatória 2
| Pos. | Raia | Atleta               | Tempo | Notas            |
| ---- | ---- | -------------------- | ----- | ---------------- |
| 1    | 5    | CHN Li Guizhi        | 31.48 | Q                |
| 2    | 4    | CHN Xie Qing         | 33.74 | Q                |
| 3    | 3    | ARG Nadia Baez       | 34.98 |                  |
| 4    | 6    | SUI Chantal Cavin    | 35.76 |                  |
| 5    | 2    | FRA Stéphanie Douard | 36.41 |                  |
| 7    | 7    | UKR Olga Iakibiuk    | 37.19 |                  |
| 8    | 1    | RSA Renette Bloem    | 38.00 | Recorde africano |

#### Eliminatória 3
| Pos. | Raia | Atleta                  | Tempo | Notas |
| ---- | ---- | ----------------------- | ----- | ----- |
| 1    | 4    | ITA Cecilia Camellini   | 31.15 | Q     |
| 2    | 3    | CAN Amber Thomas        | 33.17 | Q     |
| 3    | 5    | JPN Naomi Ikinaga       | 33.97 | Q     |
| 4    | 6    | USA Letticia Martinez   | 34.91 |       |
| 5    | 7    | JPN Chikako Ono         | 35.80 |       |
| 6    | 1    | RUS Irina Lavrova       | 36.43 |       |
| 7    | 2    | NZL Aine Kelly-Costello | 36.85 |       |
| 8    | 7    | UKR Yana Berezhna       | 39.00 |       |

### Final
| Pos.   | Raia | Atleta                | Tempo | Notas              |
| ------ | ---- | --------------------- | ----- | ------------------ |
| Ouro   | 4    | ITA Cecilia Camellini | 30.94 | Recorde mundial    |
| Prata  | 5    | CHN Li Guizhi         | 31.01 | Recorde asiático   |
| Bronze | 3    | NZL Mary Fisher       | 31.67 | Recorde da Oceania |
| 4      | 1    | CHN Xie Qing          | 31.87 |                    |
| 5      | 2    | SWE Maja Reichard     | 32.66 |                    |
| 6      | 7    | CAN Amber Thomas      | 32.94 |                    |
| 7      | 6    | GER Daniela Schulte   | 33.00 |                    |
| 8      | 8    | JPN Naomi Ikinaga     | 33.13 |                    |

## S12

### Eliminatórias

#### Eliminatória 1
| Pos. | Raia | Atleta                     | Tempo | Notas |
| ---- | ---- | -------------------------- | ----- | ----- |
| 1    | 4    | RUS Darya Stukalova        | 27.98 | Q     |
| 2    | 2    | AZE Natali Pronina         | 28.10 | Q     |
| 3    | 5    | GBR Hannah Russell         | 28.32 | Q     |
| 4    | 3    | ESP Deborah Font           | 28.68 | Q     |
| 5    | 7    | VEN Belkys Mota            | 30.79 |       |
| 6    | 8    | CZE Nicole Fričová         | 32.45 |       |
| 7    | 1    | SVK Karina Petrikovičová   | 33.53 |       |
| —    | 6    | GER Naomi Maike Schnittger | DNS   |       |

#### Eliminatória 2
| Pos. | Raia | Atleta              | Tempo | Notas |
| ---- | ---- | ------------------- | ----- | ----- |
| 1    | 4    | RUS Oxana Savchenko | 28.26 | Q     |
| 2    | 3    | POL Joanna Mendak   | 28.81 | Q     |
| 3    | 5    | RUS Anna Efimenko   | 29.77 | Q     |
| 4    | 6    | UKR Yuliya Volkova  | 30.31 | Q     |
| 5    | 2    | UKR Yaryna Matlo    | 30.68 |       |
| 6    | 1    | ARG Anabel Moro     | 31.32 |       |
| 7    | 7    | UKR Maryna Shtal    | 31.35 |       |
| 8    | 8    | BRA Raquel Viel     | 32.79 |       |

### Final
| Pos.   | Raia | Atleta              | Tempo | Notas           |
| ------ | ---- | ------------------- | ----- | --------------- |
| Ouro   | 3    | RUS Oxana Savchenko | 26.90 | Recorde mundial |
| Prata  | 5    | AZE Natali Pronina  | 27.54 |                 |
| Bronze | 4    | RUS Darya Stukalova | 27.75 |                 |
| 4      | 6    | GBR Hannah Russell  | 28.07 |                 |
| 5      | 7    | POL Joanna Mendak   | 28.38 |                 |
| 6      | 1    | RUS Anna Efimenko   | 28.55 |                 |
| 7      | 2    | ESP Deborah Font    | 28.75 |                 |
| 8      | 8    | UKR Yuliya Volkova  | 29.99 |                 |

## S13

### Eliminatórias

#### Eliminatória 1
| Pos. | Raia | Atleta                   | Tempo | Notas |
| ---- | ---- | ------------------------ | ----- | ----- |
| 1    | 5    | AUS Prue Watt            | 27.75 | Q     |
| 2    | 4    | CAN Valerie Grand-Maison | 28.33 | Q     |
| 3    | 3    | AUS Teigan van Roosmalen | 29.40 | Q     |
| 4    | 2    | GER Elena Krawzow        | 29.65 | Q     |
| 5    | 6    | CAN Rhea Schmidt         | 30.07 |       |
| 6    | 7    | BRA Letícia Freitas      | 30.16 |       |
| 7    | 1    | ROM Naomi Ciorap         | 32.53 |       |

#### Eliminatória 2
| Pos. | Raia | Atleta                  | Tempo | Notas |
| ---- | ---- | ----------------------- | ----- | ----- |
| 1    | 4    | USA Kelley Becherer     | 27.70 | Q     |
| 2    | 5    | UKR Iryna Balashova     | 28.87 | Q     |
| 3    | 3    | GBR Rhiannon Henry      | 29.06 | Q     |
| 4    | 6    | USA Rebecca Anne Meyers | 29.97 | Q     |
| 5    | 2    | ESP Begona Curero       | 30.45 |       |
| 6    | 7    | USA Colleen Young       | 30.57 |       |
| 7    | 1    | BLR Maryia Charniatsova | 30.63 |       |
| 8    | 8    | RSA Marike Naude        | 32.07 |       |

### Final
| Pos.   | Raia | Atleta                   | Tempo | Notas |
| ------ | ---- | ------------------------ | ----- | ----- |
| Ouro   | 4    | USA Kelley Becherer      | 27.46 | AM    |
| Prata  | 3    | CAN Valerie Grand-Maison | 27.91 |       |
| Bronze | 5    | AUS Prue Watt            | 27.94 |       |
| 4      | 6    | UKR Iryna Balashova      | 28.66 |       |
| 5      | 8    | USA Rebecca Anne Meyers  | 29.21 |       |
| 6      | 7    | AUS Teigan van Roosmalen | 29.40 |       |
| 7      | 2    | GBR Rhiannon Henry       | 29.41 |       |
| 8      | 1    | GER Elena Krawzow        | 29.46 |       |

Legenda
| Recorde mundial      | Recorde mundial (World record)               |                       | Recorde africano                      | Recorde africano (African) |                                           | Q | Classificado por posição (Qualified) |
| Recorde paralímpico  | Recorde paralímpico (Paralympic record)      | Recorde da América    | Recorde da América (Americas)         | q                          | Classificado por melhor tempo (Qualified) |   |                                      |
| Melhor marca do ano  | Melhor marca do ano (World leading)          | Recorde asiático      | Recorde asiático (Asian)              | DNS                        | Não largou (Did not start)                |   |                                      |
| Recorde nacional     | Recorde nacional (National record)           | Recorde europeu       | Recorde europeu (European)            | DNF                        | Não terminou (Did not finish)             |   |                                      |
| Recorde pessoal      | Recorde pessoal do atleta (Personal best)    | Recorde da Oceania    | Recorde da Oceania (Oceania)          | DSQ / DQ                   | Desclassificado (Disqualified)            |   |                                      |
| Recorde da temporada | Recorde da temporada do atleta (Season best) | Recorde sul-americano | Recorde sul-americano (South America) | NM                         | Sem marca (No mark)                       |   |                                      |